# Laurids Helgesen
Laurids Helgesen (også: Hellisen, Eliesen og Elliasen; født på Fyn, død 1554 i Visby, Gotland) var en dansk teolog og tidlig dansk anabaptist (døber), der levede i midten af 1500-tallet.
Helgesen var uddannet ved flere udenlandske universiteter og blev senere præst ved Sankt Hans Kirke i Odense og provst i Lunde Herred. I 1551 kom han i konflikt med præsterne i Sankt Knuds Kloster. Blandt andet beskyldte han biskop Jørgen Jensen Sadolin for katolske anskuelser (papisme). Sammen med Christoffer Mikkelsen, som virkede som læsemesteren ved Skt. Knuds Kirke, overtog han radikal-reformatoriske døberiske positioner. Han lod blandt andet sin næsten voksne søn (gen)døbe ved stranden ved Sankt Annæ Bro, dengang uden for Østerport ved København. Helgesen stod dermed i modsætning til den lutherske lære og blev 1552 afsat som præst ved stiftskonsistoriets dom.
I januar 1552 billigede kongen dommen og befalede, at embedet skulle nybesættes. Sagen kom også for rigsrådet, hvor både Helgesen og Mikkelsen blev under tilstedeværelse af kong Christian 3. dømt til døden som majestætsforbrydere. Kongen forvandlede dog dødsstraffen til livsvarigt fængsel. I 1553 blev Helgesen fængslet på Herrevad Kloster i Skåne. Senere blev de to døbere overført til Sorø og i januar 1554 førtes Helgesen til Visborg Slot på Gotland (Gylland), hvor han formodentlig døde. 